# Cholomóntas
Cholomóntas är ett berg i Grekland.   Den ligger i regionen Mellersta Makedonien, i den nordöstra delen av landet, 280 km norr om huvudstaden Aten. Toppen på Cholomóntas är 1 126 meter över havet.
Terrängen runt Cholomóntas är huvudsakligen kuperad. Cholomóntas är den högsta punkten i trakten. Runt Cholomóntas är det ganska glesbefolkat, med 21 invånare per kvadratkilometer. Närmaste större samhälle är Polýgyros, 11,2 km sydväst om Cholomóntas. I omgivningarna runt Cholomóntas växer i huvudsak blandskog.